# Eurhynchium serricuspis
Eurhynchium serricuspis är en bladmossart som beskrevs av C. Müller 1898. Eurhynchium serricuspis ingår i släktet sprötmossor, och familjen Brachytheciaceae. Inga underarter finns listade i Catalogue of Life.